# Мархтренк
Мархтренк (нім. Marchtrenk) — місто в Австрії, в федеральній землі Верхня Австрія, у окрузі Вельс-Ланд.